# Életfogytiglan
Az életfogytig tartó fegyházbüntetés egy büntetőjogi, súlyos bűnért (például emberölés) járó ítélet, ami elvileg az elítélt teljes hátralévő életére vonatkozik, ám a gyakorlatban valamekkora időtartam után kegyelemmel lehetővé teszi a szabadulást.
A halálbüntetés nélküli jogrendekben általában a kegyelem lehetősége nélkül életfogytig tartó börtönbüntetés számít a lehetséges legsúlyosabb büntetésnek. Néhány jogrend mindkettőt megszüntette. Néhány országot kivéve kiskorúakat nem lehet életfogytiglanra ítélni. Az életfogytiglan szerepe, valamint tényleges időtartama országonként különböző.

## Európa

### Ausztria
Az életfogytiglan elméletben valóban életfogytig tartó büntetést jelent. Gyakorlatilag 15 év után lehetséges a szabadulás, de ehhez szükséges annak bizonyítása, hogy az elítélt nem fog ismét bűnt elkövetni. Ezt egy büntetőjogi tanács dönti el, melynek döntése ellen legfelsőbb bíróságnál lehet fellebbezni. Emellett az igazságminiszter indítványára a szövetségi elnök is gyakorolhat kegyelmet. A bűn elkövetésekor 21. életévüket még be nem töltött személyek csak legfeljebb 20 évre ítélhetők.

### Magyarország
- 1995 előtt
Az életfogytig tartó szabadságvesztés 1996 előtt azt jelentette, hogy 20 év elteltével döntött a bíróság a feltételes szabadlábra helyezésről. A feltételes szabadság 10 évig tartott. 
- 1995-99
A bíróság 15 és 25 év között határozta meg a feltételes szabadlábra helyezés legkorábbi időpontját. A feltételes szabadság ideje 10 év.
- 1999-2013
A feltételes szabadlábra helyezés legkorábbi időpontja 20 év, el nem évülő bűncselekmények (pl. emberölés minősített esetei) esetén 30 év. A törvény felső határt nem írt elő, valamint lehetővé tette a feltételes szabadlábra helyezés kizárását is (tényleges életfogytiglani). A feltételes szabadság ideje 10 év.
- 2013-tól
A feltételes szabadlábra helyezés idejét a bíróság 25 és 40 év között határozhatja meg, vagy teljesen kizárhatja. A feltételes szabadság ideje 15 év.

Ha egy életfogytiglanra ítéltet egy még az életfogytiglanra ítélése előtt, vagy a feltételes szabadsága alatt elkövetett bűncselekmény miatt újból szabadságvesztésre ítélnek, ez a határozott idejű szabadságvesztés nem hajtható végre. A bíróság ilyenkor a feltételes szabadságot megszünteti a büntetés időtartamára. Ha a büntetés végrehajtása alatt követi el a bűncselekményt, akkor a szabadlábra helyezés elhalasztása legalább 5, legfeljebb 20 év. Nem bocsátható feltételes szabadságra az az elítélt, akit ismételten életfogytiglanra ítélnek.
Nem ítélhető életfogytiglanra olyan személy, aki a bűncselekmény elkövetésekor még nem töltötte be a 20. évet.
Életfogytiglan a következő bűncselekményekért szabható ki: államellenes bűncselekmények, katonai bűncselekmények, háborús bűntettek, apartheid, népirtás, emberrablás, emberölés, kábítószerrel visszaélés, rombolás, hazaárulás minősített esetei.
2012. évi C. törvény (Büntető Törvénykönyv)

### Egyesült Királyság
Angliában és Walesben az életfogytiglan általában 15 évet jelent, de azok akik erősebb bűncselekményeket követnek el, ennél több évet kapnak. Az egyik leghosszabb életfogytiglant az Egyesült Királyságban Ian Huntley kapta, ami 40 év volt.

#### Életfogytiglan büntetés okai
Életfogytiglant adhatnak tudatos, szándékos gyilkosságért, vagy akár nemi erőszakért és rablásért is.

Az életfogytiglani büntetés csak 21 év felettiekre alkalmazható. 18 és 20 év közötti gyilkosságot elkövető személyeket életfogytiglani őrizetbe vétellel (custody for life), a 18 év aluliakat pedig életfogytiglani fogvatartással (detention for life) büntetik.
Sokan úgy gondolják, hogy egyes ügyeknél szigorúabb büntetéseket kellene alkalmazni. Ezekre az ügyekre példa James Bulger meggyilkolása, vagy a Moors gyilkosságok. Magyarországon hasonló ügyre példa a Cozma-gyilkosság vagy a 11 éves Szita Bence megölése.